# Acacia maconochieana
Acacia maconochieana — вид квіткових рослин з родини бобових. Ареал: Австралія (Північна територія, Західна Австралія).

## Середовище
Росте в основному в суглинках і глинистих западинах, деякі з яких періодично заболочуються, у відкритих чагарниках, низьких відкритих лісах і лісах.

## Біоморфологічна характеристика
Acacia maconochieana — кущ або невелике дерево (2,5 до 12 метрів). Дає жовті квітки в червні, липні та жовтні та плодоносить у жовтні та грудні. Має поздовжньо потріскану, сіру кору та густо запушені гілочки. Волохаті вічнозелені філодії мають лінійну форму, завдовжки від 8 до 18 см і вшир від 2 до 5 мм з великою кількістю тонких і близько паралельних жилок.